# Hindumanes karnatakaensis
Espèce
Synonymes
- Lyssomanes karnatakaensis Tikader & Biswas, 1978

Hindumanes karnatakaensis est une espèce d'araignées aranéomorphes de la famille des Salticidae.

## Distribution
Cette espèce est endémique du Karnataka en Inde,.

## Description
La carapace de la femelle décrite par Logunov en 2004 mesure 2,65 mm de long sur 2,00 mm et l'abdomen 3,88 mm de long sur 1,88 mm.

## Étymologie
Son nom d'espèce, composé de karnataka et du suffixe latin -ensis, « qui vit dans, qui habite », lui a été donné en référence au lieu de sa découverte, le Karnataka.

## Publication originale
- Tikader & Biswas, 1978 : Two new species of spiders of the family Lyssomanidae from India. Proceedings of Indian Academy of Sciences (Animal Sciences-3), sér. B, vol. 87, no 9, p. 257–260.